# Институт пчеловодства имени П. И. Прокоповича
Национальный научный центр «Институт пчеловодства им. П. И. Прокоповича» (укр. Національний науковий центр “Інститут бджільництва імені П. І. Прокоповича”) Национальной академии аграрных наук Украины — украинское ведущее научно-исследовательское учреждение по пчеловодству. Находится в г. Киеве. Основан в 1989 году. На 2014 год насчитывает 117 сотрудников, в их числе 3 доктора и 15 кандидатов наук.
Институт также разрабатывает направление апитерапии.
Адрес: ул. Академика Заболотного, 19.
История. Создан в июне 1989 года в Киеве как Украинский научно-исследовательский и технологический институт пчеловодства согласно Постановлению Совета Министров СССР «О мерах по дальнейшему развитию пчеловодства» от 25 марта 1987 года, на базе Украинской опытной станции пчеловодства, с целью «селекции и репродукция украинской степной и карпатской пчел, изучения медоносной базы по регионам республики, комплексного использования пчелиных семей, внедрения прогрессивных технологий переработки продуктов пчеловодства, профилактики и борьбы с заболеваниями пчёл».
Однако только в 1993 году начали работу научные подразделения института.
В 1990 году был создан отдел апитерапии.
В 1992 году переименован в Институт пчеловодства им. П. И. Прокоповича — в память о выдающемся отечественном пчеловоде.
В июне 2005 года Указом Президента Украины институту предоставлен статус Национального научного центра.
На территории института действует Национальный музей пчеловодства Украины.
Научная библиотека насчитывает более 8 тысяч изданий.
Имеется коллекционный участок медоносных растений.
Основателем и первым директором института был Боднарчук Л. И. в 1989—2012 гг. В 2012-15 гг. директором являлся проф. А. Е. Галатюк.
Институт издаёт межведомственный тематический научный сборник «Пчеловодство».
Во взаимосвязи с институтом функционируют Союз пасечников Украины (СПасУ)  и Ассоциация апитерапевтов Украины, Национальная ассоциация пчеловодов Украины «Укрбджолопром», фонд П. И. Прокоповича.